# フォンテッキオ
フォンテッキオ（イタリア語: Fontecchio）は、イタリア共和国アブルッツォ州ラクイラ県にある、人口約300人の基礎自治体（コムーネ）。

## 地理

### 位置・広がり

#### 隣接コムーネ
隣接するコムーネは以下の通り。
- カポルチャーノ
- ファニャーノ・アルト
- ロッカ・ディ・メッツォ
- ティオーネ・デッリ・アブルッツィ